# Communauté de communes de Haute Combraille
Die Communauté de communes de Haute Combraille ist ein ehemaliger französischer Gemeindeverband mit der Rechtsform einer Communauté de communes im Département Puy-de-Dôme in der Region Auvergne-Rhône-Alpes. Sie wurde am 2. November 1999 gegründet und umfasste 17 Gemeinden. Der Verwaltungssitz befand sich im Ort Pontaumur. Der Gemeindeverband war nach der Landschaft Combraille benannt.

## Historische Entwicklung
Nachdem der Gemeindeverband am 2. November 1999 gegründet worden war, trat ihm am 1. Januar 2010 die Gemeinde Cisternes-la-Forêt bei.
Mit Wirkung vom 1. Januar 2017 fusionierte der Gemeindeverband mit  
- Communauté de communes Pontgibaud Sioule et Volcans und
- Communauté de communes de Sioulet Chavanon

und bildete so die Nachfolgeorganisation Communauté de communes Chavanon Combrailles et Volcans.

## Ehemalige Mitgliedsgemeinden
1. La Celle
2. Cisternes-la-Forêt
3. Combrailles
4. Condat-en-Combraille
5. Fernoël
6. Giat
7. Landogne
8. Miremont
9. Montel-de-Gelat
10. Pontaumur
11. Puy-Saint-Gulmier
12. Saint-Avit
13. Saint-Étienne-des-Champs
14. Saint-Hilaire-les-Monges
15. Tralaigues
16. Villosanges
17. Voingt